# Marcus Fabius Quintilianus

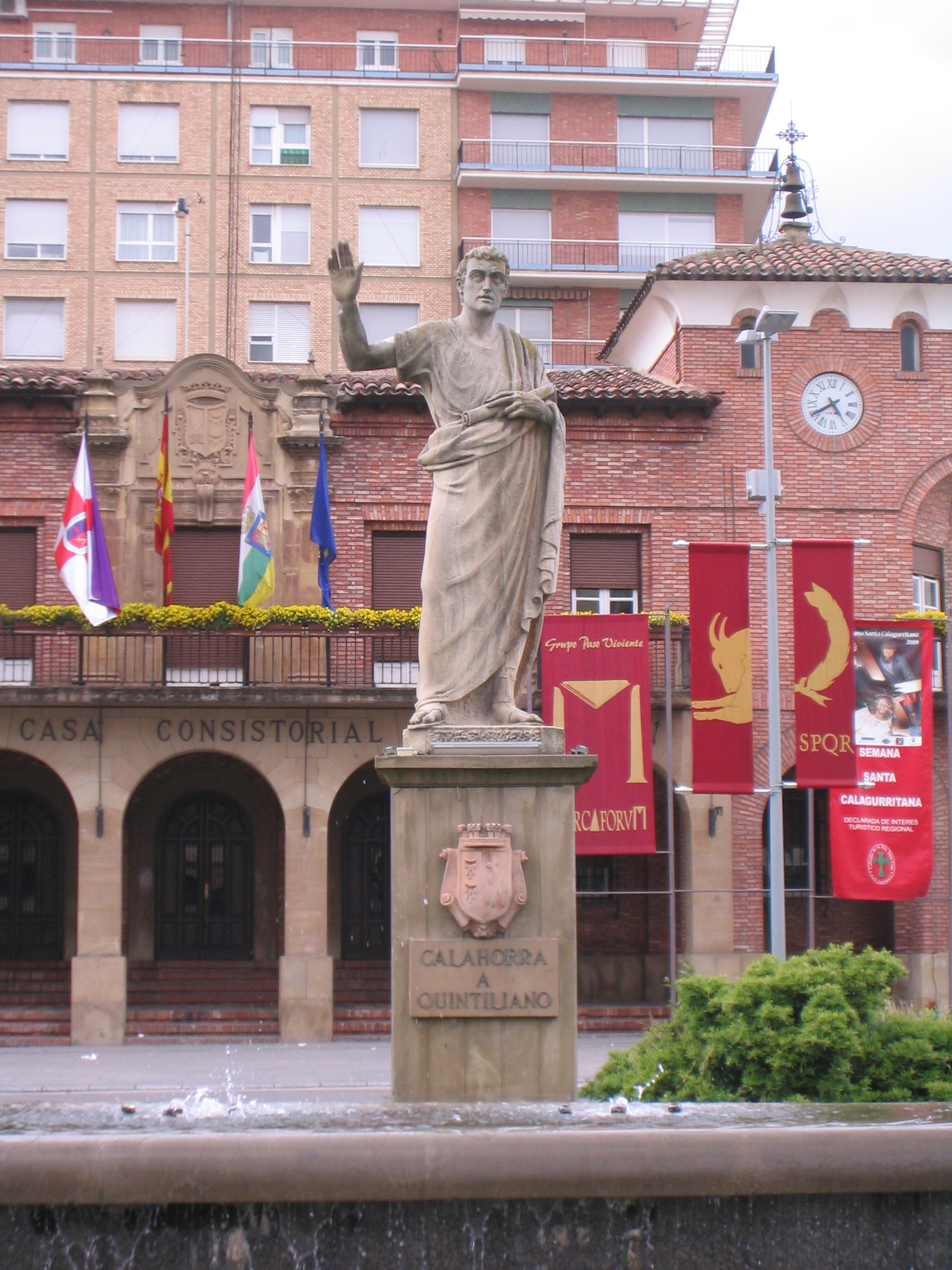
Staty av Quintilianus i Calahorra.

Marcus Fabius Quintilianus, född omkring 35 i Calahorra i Nordspanien (som då var romersk provins), död omkring 96 i Rom, var en romersk retoriker och lärare. Han är mest känd för sitt verk Institutio Oratoria, färdigt omkring 95, i tolv böcker.

## Biografi
Quintilianus tillhörde troligtvis en välbärgad familj som fått romerskt medborgarskap. Som ung studerade han retorik i Rom, fick praktisk träning av den då ledande talaren Domitius Afer, och praktiserade sedan som advokat och lärare i retorik. En stor del av Quintilianus undervisning kretsar därför kring retorikens juridiska genre, genus judiciale, men kan också överföras i en vidare mening till att omfatta retoriken som helhet.
Efter den första tiden i Rom återvände Quintilianus till Spanien igen, för att sedan följa blivande kejsar Galba till Rom 68. Under kejsar Vespasianus, år 71, fick Quintilianus vad som betraktas som historiens första statliga professur i retorik. Så småningom blev han också privatlärare för kejsar Domitianus två arvingar.
Men det var egentligen inte privatundervisningen som Quintilianus förespråkade. Han lyfte fram vikten av att eleverna fick utvecklas tillsammans i grupp, kritisera varandra och lära av varandra. I gruppen var det viktigt att läraren såg de enskilda elevernas begåvning och tränade dem individuellt.
Quintilianus trodde på barns inneboende förmåga och vilja att lära sig. Han menade, att barn måste leka, och att undervisning skedde bäst i lekens form.
Senare i livet skrev Quintilianus sina olika verk. ”De causis corruptae eloquentiae”, ”Orsaken till vältalighetens förfall”, gav honom en något pessimistisk stämpel, men samtidigt avslöjar det berömda verket Institutio Oratoria, hans positiva syn på människan som en i grunden god varelse. Verket skildrar talarens utveckling från födsel till pensionering, och summerar också Quintilianus syn på retorikens väsen och innehåll. Alltsammans baseras på praktiska erfarenheter, vunna genom åratal av pedagogisk verksamhet. Verket är därför ett gediget bidrag till retoriken, undervisningsteorin och litteraturkritiken även i våra dagar. Quintilianus betraktas som en pedagogisk auktoritet för hela Europa.
Quintilianus positiva människosyn är sammanlänkad med höga ideal om en fulländad talare. Liksom Cicero ger Quintilianus ett porträtt av den fulländade talaren med olika kunskapsområden, färdigheter och dygder denne idealistiske man besitter.
Dygden och det goda, är det Quintilianus blivit mest känd för att betona. Han beskriver retoriken som en vetenskap och en konst: ”bene dicendi scientia”, ”vetenskapen om att tala gott”, och ”ars bene dicendi”, ”konsten att tala väl”. God moral är i fokus, och hans ord om ”vir bonus”, ”en god man”, är klassiska. Själva retoriken, menar Quintilianus, är en dygd, och bara den som har en god moral kan vara en retoriker i ordets rätta bemärkelse. Av retoriken blir vi också fostrade genom att den tar fram, utvecklar och uttrycker det bästa i oss.
Quintilianus menar att talet ska vara effektivt, estetiskt och etiskt för att vara gott. Han är den av de klassiska retorikerna som starkast lyfter fram betydelsen av pathos, vilket innebär att retoriken måste ta in känslornas betydelse för att vi ska förstå vad som effektivt kan påverka en viss publik.
Det är den levande och praktiska retoriken Quintilianus förespråkar. Regelsystem är underordnade det naturliga och det goda. Det handlar om att observera och efterlikna goda förebilder, samtidigt som man utvecklar konsten och odlar sin egen originalitet.
Quintilianus blev först känd för en större läsekrets under medeltiden, och han inspirerade dåtiden, liksom han fortsätter att inspirera nutiden, inom retorik och pedagogik. Erasmus av Rotterdam och Melanchthon läste honom och Martin Luther sa om Quintilianus att "han är den ende som ger ynglingar - ja, vuxna män - en fullgod vandel".